# Patrick Hopkins
Patrick Hopkins, född 18 december 1987, är en amerikansk före detta fotbollsspelare.

## Karriär
Hopkins moderklubb är Sockers FC. Mellan 2006 och 2010 spelade han collegefotboll för DePaul University. 2011 spelade Hopkins för australiensiska Brisbane Wolves, där han gjorde 17 mål som mittback.
I januari 2012 skrev Hopkins på ett tvåårskontrakt med svenska Ljungskile SK. Till säsongen 2013 blev han utnämnd till lagkapten i LSK.
I november 2013 värvades Hopkins av IK Sirius, där han skrev på ett treårskontrakt.
I februari 2017 värvades Hopkins av San Francisco Deltas.